# Ait Oumdis
Ait Oumdis  (in arabo أيت أو مديس‎?) è un centro abitato e comune rurale del Marocco situato nella provincia di Azilal, regione di Béni Mellal-Khénifra. Conta una popolazione di 15 408 abitanti (censimento 2014).